# کاهورو ساساجیما
کاهورو ساساجیما (انگلیسی: Kahoru Sasajima؛ زادهٔ ۴ اکتبر ۱۹۷۳) صداپیشه اهل ژاپن است.